# 横山城 (信濃国)
横山城（よこやまじょう）は、信濃国水内郡長野村善光寺城山（現在の長野県長野市箱清水）にあった日本の城。

## 概要
横山城は善光寺の東側一帯の城山にある。南北朝時代に築かれたとされている。
- 正平6年・観応2年（1351年）6月に高井郡の野辺宮原（須坂市野辺）で足利直義方の守護諏訪直頼の代官祢津宗貞が地元の井上氏を巻き込んで足利尊氏方の小笠原為経、小笠原光宗、高梨経頼らと衝突した。8月にも高井郡の米子城（須坂市米子）や野辺宮原、更級郡の富部河原（長野市篠ノ井戸部）へと転戦した。そして善光寺を攻める合戦となったとされるので、この城での攻防戦と考えられている。足利直義が北陸から関東へ移動する遠征路の確保の為といわれるが結局この城を攻め落とすことは出来ずに敗走した。しかし直義は信濃路を通過はすることができて鎌倉に至ったとされている。両陣営は翌年正月に三度び野辺宮原、米子城周辺で交戦している。
- 正平24年・応安2年（1369年）、春山城（長野市若穂）を守備する上遠野左近蔵人は守護の入国を阻もうとする村上氏をはじめとする国人衆に2ヶ月近い長期にわたる攻撃を受けていた。このため関東管領と信濃守護を兼ねる上杉朝房が守護代の藤井下野入道の守備する善光寺（横山城?）へ向けて出陣した。そして春山城から氷鉋（長野市川中島町中氷鉋）、平柴（長野市安茂里平柴）へと陣を移して転戦した。平柴布陣の際は栗田城（長野市栗田）西木戸口での合戦と見られる。善光寺別当の栗田氏を制圧して善光寺に至った。この間に善光寺が焼失したとされているので、この戦火に巻き込まれたものと考えられている。
- 元中4年・嘉慶元年（1387年）5月、室町幕府から任命された守護の斯波義種に反抗する村上頼国は小笠原清順や高梨朝高、長沼太郎（信濃島津氏）ら国人領主達と善光寺に挙兵した。平芝にあったとされる守護所を攻めて麓の漆田原（長野市中御所、長野駅付近）で合戦が行われている。同年8月には斯波氏の守護代二宮氏泰が籠城するこの城は国人領主らによって激戦の末、攻め落とされた。そして、この後も敗走する市河氏らを追撃して埴科郡の生仁城に転戦している。
- 応永10年（1403年）、細川兵庫助慈忠が幕府代官として善光寺横山に入った。大塔合戦以来の信濃国の状況に対する直接統治に乗り出しての幕府の措置と考えられる。しかし村上満信や大井光矩、井上光頼、小笠原為経らをはじめ、伴野氏や須田氏らが代官の命に従わず連合して守護所を攻めようとした。このため市川氏貞らと出撃して段の原（長野市篠ノ井段の原）での合戦となった。敗走する村上氏らを追撃して生仁城や塩崎城でも攻防戦が行われて落城させた。翌年にも代官の所領実態究明に対して高梨左馬助による強い抵抗があった。このため桐原館（長野市桐原）や若槻城（長野市若槻）を攻略のため出撃している。さらには下芋河、替佐、蓮、東条などを転戦した。応永22年（1415年）に高井郡の須田為雄を鎮圧して以後は幕府の信濃支配が安定したとされている。
- 天文24年・弘治元年（1555年）の第2次川中島の戦いでは、長尾景虎（上杉謙信）がここを本陣とした。そして犀川対岸の大堀館を本陣とする武田晴信と対峙した。景虎は武田方の旭山城を封じ込めるため、裾花川対岸に葛山城を築いたが、戦いは長期化し、両軍は200日余に渡り対陣した。今川義元に調停を依頼して和睦、旭山城の破却などを条件に兵を引いた。この頃武田の侵攻に抵抗していた長野市小市地域を本拠としていた小田切氏の与力に横山氏の名が見られることから、その居城となっていたと考えられている。
- 永禄4年（1561年）の激戦となった第4次川中島の戦いでは、景虎改め上杉政虎は、八幡原の激戦が終わると、兵を横山城に収めたと伝えられている。

このように、横山城は、川中島の戦いにおいて謙信の善光寺平の抑えとしての役割を果たしていた。しかし武田方の支配が北信一帯に及ぶようになると相木氏の勢力下となったとされている。
また伝説ではあるが出雲での敗戦から逃れた建御名方神がこの地に至った際に追撃する建雷命に追いつかれて応戦した。この時妻の八坂刀売神が裾花川沿いに避難した所が妻科神社であり、建御名方神は敗れ傷ついた体で上田の生島足島神社を経由して諏訪に至ったと語られている地でもある。

## 遺構
現在、城址は「城山公園」として整備されており、本丸跡には1879年（明治12年）に健御名方富命彦神別神社（たけみなかたとみのみことひこかみわけ）神社の社殿が建てられ、社殿の背後には一部土塁が残っている。

## 交通
- JR北陸新幹線・長野駅からバスに乗り「城山小学校前」バス停下車、徒歩5分
- 上信越自動車道・須坂長野東ICから約30分